# Minto Até ao Dizer que Minto
Minto até ao dizer que minto um conto inédito de José Luís Peixoto, lançado exclusivamente com a revista Visão. O conto trata de dois personagens centrais perdidos numa Lisboa deserta de lisboetas e repleta de turistas. O narrador tem uma ideia literária brilhante e rapidamente faz os preparativos para a pôr em prática. O resultado desta ideia que, segundo ele, ia abalar o mundo, fica para cada um descobrir por si próprio.